# Bình Thạnh, huyện Cao Lãnh
Bình Thạnh là một xã thuộc huyện Cao Lãnh, tỉnh Đồng Tháp, Việt Nam.

## Địa lý
Xã Bình Thạnh nằm ở phía nam huyện Cao Lãnh, cách trung tâm thành phố Cao Lãnh khoảng 18 km về phía nam, có vị trí địa lý:
- Phía đông giáp huyện Cái Bè - Tiền Giang
- Phía tây giáp thành phố Sa Đéc
- Phía nam giáp huyện Châu Thành
- Phía bắc giáp các xã Mỹ Hiệp, Mỹ Long, Bình Hàng Tây.

Xã Bình Thạnh có diện tích 31,44 km², dân số năm 1999 là 20.132 người, mật độ dân số đạt 642 người/km².
Bình Thạnh là một xã nổi (đất Cồn) giữa sông Tiền thuộc huyện Cao Lãnh.

### Điều kiện tự nhiên
Xã Bình Thạnh là một xã nằm giữa sông Tiền. Hay còn gọi là cồn Bình Thạnh. Xã hình thành do phù sa dồi dào từ sông Tiền bồi đắp nên, do đó rất tốt cho cây ăn trái. Người dân trong xã còn đầu tư vào nuôi cá ba sa, cá tra, cá điêu hồng để xuất khấu. Xã Bình Thạnh có một khu cho doanh nghiệp kinh doanh thủy sản thuê từ rất lâu, được bà con trong xã gọi là "Thủy Sản".

#### Khí hậu
Xã Bình Thạnh nằm trong vùng khí hậu nhiệt đới gió mùa với những đặc trưng cơ bản sau:
- Nắng nhiều (2.710 giờ/năm) nhiệt độ cao đều trong năm, trung bình từ 27,3 °C–32,8 °C, biên độ nhiệt chênh lệch ngày và đêm tương đối lớn, rất thuận lợi cho thâm canh tăng vụ, tăng năng suất và nâng cao chất lượng nông sản.
- Lượng mưa bình quân hàng năm thấp (1.332 mm chỉ bằng 70% lượng mưa năm của Thành phố Hồ Chí Minh) và chia làm hai mùa rõ rệt:
  - Mùa mưa: Từ tháng 5 đến tháng 11, chiếm trên 90% lượng mưa cả năm, đặc biệt các tháng mưa lớn trùng với các tháng mùa lũ đã xảy ra tình trạng nước lũ dâng cao ở sông rạch và ngập úng trong đồng ruộng do mưa lớn tại chỗ. Riêng khu vực nằm trong những ngày mưa lớn thường kèm theo lốc xoáy.
  - Mùa khô: Từ tháng 12 đến tháng 4 năm sau chỉ chiếm dưới 10% lượng mưa của năm. Trong những tháng này các cây trồng thiếu nước nghiêm trọng.

#### Thủy văn
Chế độ thủy văn trên sông rạch thuộc địa bàn huyện chịu sự tác động của 3 yếu tố là: chế độ thủy triều biển Đông; chế độ dòng chảy của sông Tiền; chế độ mưa tại chỗ. Có thể chia thành 2 mùa là mùa lũ và mùa kiệt:
- Mùa lũ: Bắt đầu từ tháng 7 đến tháng 11, lũ từ sông Mê Kông đổ về cộng với mực nước dâng cao do triều cường làm cho sự chênh lệch mực nước thấp nên khả năng thoát nước lũ kém. Thời gian lũ lớn đối với huyện thường duy trì trong 3 tháng (8,9,10), đỉnh lũ cao nhất năm 2000 là 2,95 m hầu hết diện tích tự nhiên khu vực phía Bắc kênh Nguyễn Văn Tiếp ngập ở độ sâu 2-2,5 m, khu vực phía Nam kênh Nguyễn Văn Tiếp đến kênh số 1 ngập ở độ sâu 1,5–2 m và khu vực phía Nam kênh số 1 ngập từ độ sâu 1-1,5 m.
- Mùa kiệt: Bắt đầu từ tháng 12 đến tháng 5 năm sau, mực nước đỉnh triều hầu như thấp hơn các cao trình đồng ruộng nên phải sử dụng bươm tưới để tưới bổ sung nước cho cây trồng.

Ngoài ra, trên địa bàn huyện còn có sông Tiền chảy qua, sông Cần Lố, kênh An Phong - Mỹ Hòa, Nguyễn Văn Tiếp, Cái Bèo, Kênh số 1,... nên khá phong phú thuận lợi cho việc phát triển cây trồng - vật nuôi, vận chuyển hàng hóa.

## Hành chính
Xã Bình Thạnh được chia thành 7 ấp: Bình Mỹ A, Bình Mỹ B, Bình Tân, Bình Linh, Bình Hưng, Bình Phú Lợi, Bình Hòa.

## Lịch sử
Sau năm 1975, Bình Thạnh là một xã thuộc huyện Cao Lãnh.
Ngày 5 tháng 1 năm 1981, Hội đồng Chính phủ ban hành Quyết định 4-CP về việc chia huyện Cao Lãnh thành hai huyện lấy tên là huyện Cao Lãnh và huyện Tháp Mười. Xã Bình Thạnh thuộc huyện Cao Lãnh.
Ngày 23 tháng 2 năm 1983, Hội đồng Bộ trưởng ban hành Quyết định 13-HĐBT về việc thành lập thị xã Cao Lãnh trên cơ sở điều chỉnh một phần diện tích và dân số của huyện Cao Lãnh. Xã Bình Thạnh thuộc huyện Cao Lãnh.

## Kinh tế – xã hội
Bình Thạnh còn là địa phương thực hiện có hiệu quả các chính sách hỗ trợ của nhà nước về vốn, lãi suất vay. Xã đã thành lập được các quỹ xây dựng nhà ở, các mô hình tiết kiệm để xây dựng nhà. Các hộ dân có nhu cầu được hỗ trợ cho vay với lãi suất thấp để xây dựng mới và sửa chữa nhà ở theo quy hoạch phù hợp không gian nông thôn. Bằng nhiều biện pháp, từ các nguồn vốn kết hợp với xây dựng nhà cho người nghèo theo Quyết định số 167/QĐ-TTg của Thủ tướng Chính phủ để đầu tư, hỗ trợ người dân xây dựng nhà, phấn đấu đến cuối năm 2015 không còn nhà tạm.
Bằng nhiều biện pháp, Bình Thạnh đã duy trì và nâng cao được đời sống văn hoá phong phú, lành mạnh cho nhân dân, phát triển hoạt động văn hoá - nghệ thuật, thể dục thể thao trên địa bàn xã. Một trong những biện pháp đó là tiếp tục lãnh đạo nhân dân thực hiện phong trào "Toàn dân đoàn kết xây dựng đời sống văn hóa ở khu dân cư". Thông qua phong trào đã tuyên truyền cho đội ngũ cán bộ, đảng viên và nhân dân thông suốt để thực hiện các tiêu chí xây dựng gia đình văn hoá, tổ văn hoá, ấp văn hoá. Câu lạc bộ văn hóa - văn nghệ được củng cố và phát triển đã góp phần đẩy mạnh xã hội hoá các lĩnh vực văn hoá - văn nghệ - thể thao.

### Giáo dục
Bình Thạnh hiện có 6 cơ sở giáo dục bao gồm: 2 trường mầm non, 3 trường tiểu học và 1 trường trung học cơ sở.
Bình Thạnh đã tập trung xây dựng và cải tạo các trường mầm non, nhà trẻ, trường tiểu học, trung học cơ sở. Xây mới 4 trường mẫu giáo ở ấp Bình Phú Lợi, ấp Bình Linh, ấp Bình Mỹ A, Bình Tân và các điểm phụ ở ấp Bình Hoà, cầu đường Đức, ấp Bình Hưng. Cải tạo, nâng cấp 4 điểm trường đạt chuẩn quốc gia, bao gồm 3 trường tiểu học và trường THCS. hệ thống trường học ở xã đã đảm bảo điều kiện cho 100% trẻ trong độ tuổi được đi học, góp phần đẩy mạnh công tác phổ cập giáo dục bậc trung học cơ sở, đồng thời tiếp tục xây dựng và triển khai thực hiện chương trình phổ cập trung học phổ thông.

### Y tế
Trạm y tế đạt chuẩn quốc gia của xã tiếp tục được đầu tư nhằm đảm bảo tốt nhất cho việc chăm sóc và bảo vệ sức khỏe của nhân dân. Đội ngũ y, bác sĩ thường xuyên được quan tâm cử đi đào tạo, bồi dưỡng nhằm nâng cao trình độ chuyên môn.

## Giao thông
Với sự giúp đỡ của huyện, tỉnh cùng với huy động sức mạnh toàn dân, Bình Thạnh tập trung xây dựng hệ thống giao thông nông thôn bảo đảm thuận tiện cho việc đi lại và vận chuyển hàng hóa, tiêu thụ nông sản của người dân. Đây chính là tiền đề để hình thành vùng sản xuất hàng hoá lớn, đồng thời góp phần giảm khoảng cách chênh lệch về kinh tế cũng như trình độ dân trí giữa nông thôn và thành thị, tạo diện mạo mới cho nông thôn, đáp ứng kịp thời nhu cầu phát triển kinh tế - xã hội của địa phương. Đến nay, các tuyến đường liên xã, liên ấp và các tuyến đường nội ấp được bê tông hóa, 34 cầu bê tông được nâng cấp và xây mới, trong đó 18 cầu có bề rộng 5,5 m và 16 cầu có bề rộng từ 2,5 đến 3 m. Xã cũng đã mở và đưa vào khai thác bến đò Bình Thạnh - An Hiệp và bến đò Bình Mỹ A - Bình Tân.